# Evangelische Kirche Rönsahl

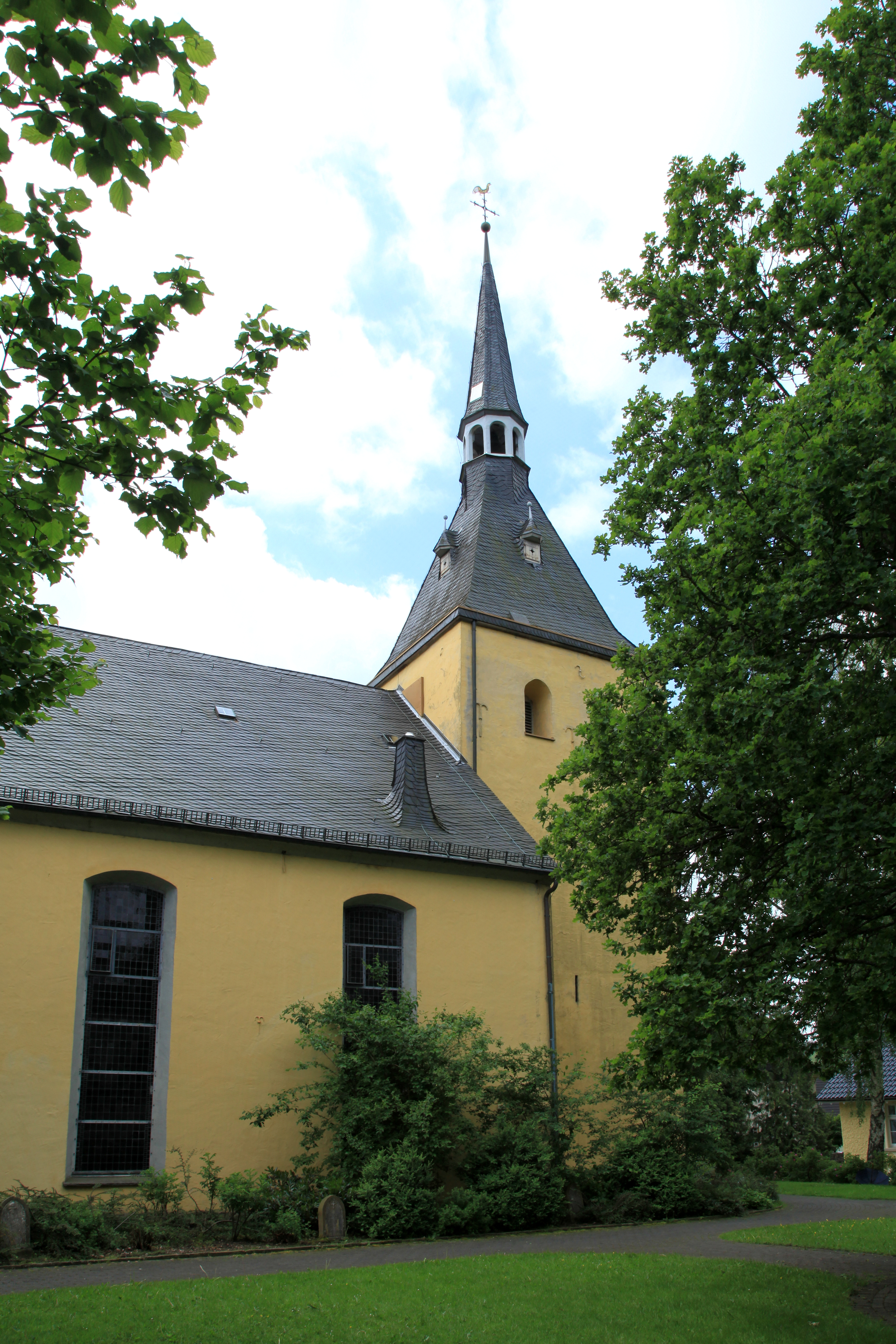
Evangelische Kirche St. Servatius Rönsahl

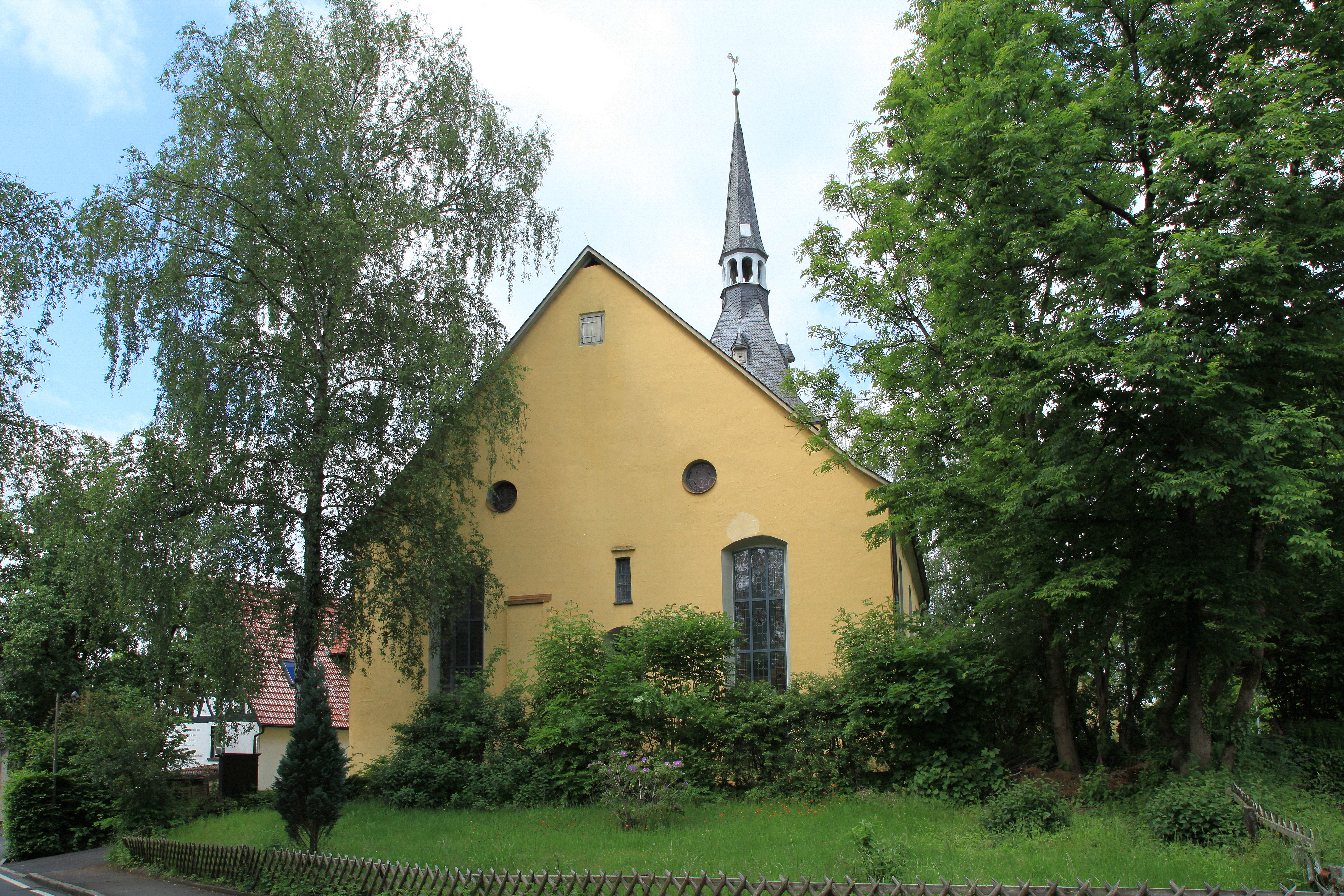
Rückansicht

Die evangelische Servatiuskirche ist ein denkmalgeschütztes Kirchengebäude in Rönsahl, einem Ortsteil von Kierspe im Märkischen Kreis (Nordrhein-Westfalen). Die ehemalige katholische Wallfahrtskirche war ursprünglich dem Hl. Servatius geweiht. Sie steht inmitten der Ortslage Rönsahl und gehört zur Evangelischen Kirchengemeinde Rönsahl im Kirchenkreis Lüdenscheid-Plettenberg der Evangelischen Kirche von Westfalen. Erste Erwähnungen des Kirchspiels sind seit 1399 überliefert.

## Geschichte und Architektur
Ursprünglich war die Kirche dem Hl. Servatius geweiht. Der wuchtig wirkende spätromanische Westturm blieb als Rest einer wohl westfälischen Kleinbasilika, die 1766 abbrannte, erhalten; er ist mit einer barockisierenden Haube bekrönt. Der schlichte einschiffige Rechteckbau wurde 1768 (Bezeichnung) errichtet. Seit 1950 befindet sich im Turm eine Gedächtnisstätte für die Opfer der beiden Weltkriege, das Glasfenster zeigt den Erzengel Michael im Kampf gegen die Mächte der Finsternis. Die im begehbaren Glockenturm eingerichtete Turmstube beherbergt seit 2005 historische Ausstattungsgegenstände. Die Kirche ist ein rechteckiger dreiachsiger Bau im Stile des Bergischen Barock. Über dem Seitenportal ist sie mit 1768 bezeichnet; das Tonnengewölbe besteht aus Holz. Die Ausstattung aus der Erbauungszeit wurde von 1948 bis 1950 neu gefasst. Während der Renovierungsarbeiten im Jahr 2004 wurden die seit 50 Jahren verdeckten Glasfenster an der Ostseite wieder aufgedeckt, an der Westwand konnten Fragmente historischer Malereien freigelegt werden.

## Ausstattung

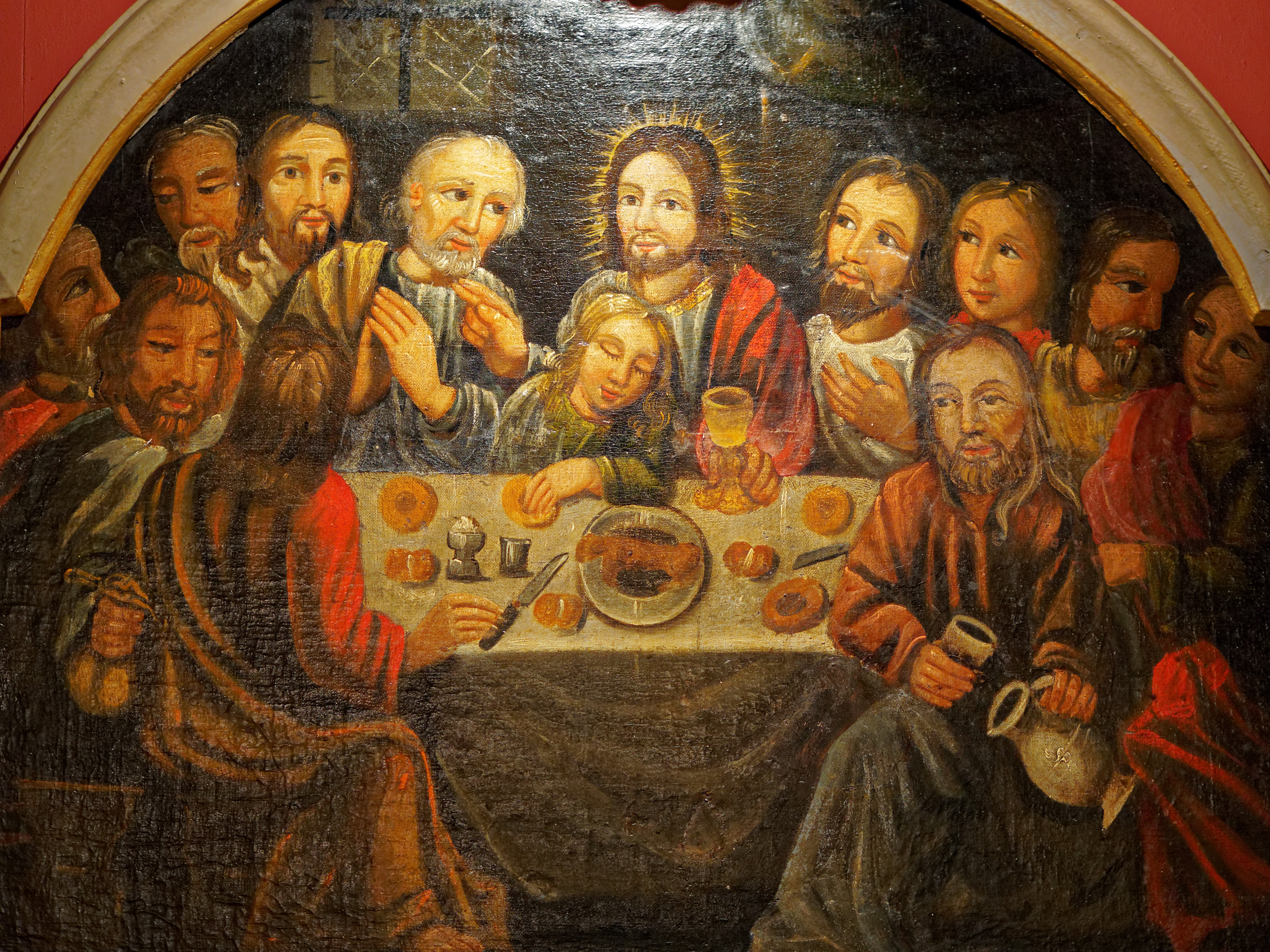
Bild vom letzten Abendmahl, auch mit Jüngerinnen

- Die im „Bergischen Aufbau“ übereinander angeordneten Prinzipalstücke Altar, Kanzel und Orgel sind in Rokoko-Stilformen gehalten. Auf dem Ölgemälde der Altarwand ist das Letzte Abendmahl dargestellt. Das vorherige Altarbild trug das Bild des Servatius, es hängt nach Restaurierung an der Westwand.
- Das Interieur war ursprünglich in Weiß gehalten und wurde von 1948 bis 1950 bunt bemalt und mit Spruchbändern und Engelsdarstellungen versehen.
- Ältestes Stück der Ausstattung ist eine Herdplatte aus Gusseisen von 1583, die das Gleichnis vom verlorenen Sohn zeigt.
- Die Gebrüder Kleine bauten 1786 die Pfeifenorgel als einmanualiges Werk, sie hatte elf Register. Richard Ibach erweiterte das Instrument 1892. Ein großer Teil des ursprünglichen Pfeifenbestandes ist erhalten. Die Orgel gilt als eine der bedeutenden der Region.[2] Auch nach zwischenzeitlich erfolgten Umstellungen ist ein wesentlicher Teil des ursprünglichen Register- und Pfeifenbestandes erhalten. Das Instrument gehört zu den wertvollsten Orgeln der Region.[3]

Ein Kanzelorgelprospekt von 1786 ist in den Formen des Bergischen Rokoko gehalten. Die Orgel wurde mehrfach restauriert. Das Instrument hat 16 Register auf einem Manualwerk und Pedal.
| Manualwerk C–f3 |             |     |
| 01.             | Principal   | 08' |
| 02.             | Bordun      | 16' |
| 03.             | Violdegamba | 08' |
| 04.             | Flaut Amour | 08' |
| 05.             | Gedac       | 08' |

| (Fortsetzung Manual) |                |     |
| 06.                  | Quintadena     | 08' |
| 07.                  | Octava         | 04' |
| 08.                  | Nachthorn      | 04' |
| 09.                  | Sesquialter II | 03' |
| 10.                  | Octava         | 02' |

| (Fortsetzung Manual) |             |     |
| 11.                  | Mixtur IV   | 02' |
| 12.                  | Cornetti IV | 04' |
| 13.                  | Trompet     | 08' |
| 14.                  | Voxhumana   | 08' |

| Pedal C–g0 |               |     |
| 15.        | Subbass       | 16' |
| 16.        | Principalbass | 08' |